# Michaił Jakowlew (dyplomata)
Michaił Daniłowicz Jakowlew (ros. Михаил Данилович Яковлев, ur. 22 listopada 1910 we wsi Pietropawłowka w guberni charkowskiej, zm. 16 lipca 1999 w Moskwie) – radziecki polityk i dyplomata.

## Życiorys
W 1931 ukończył studia na Wydziale Prawnym Uniwersytetu Leningradzkiego, 1931-1933 inspektor Ludowego Komisariatu Inspekcji Robotniczo-Chłopskiej ZSRR, 1933-1939 pracował jako wykładowca w Kijowie. Od 1939 członek WKP(b), 1939-1941 słuchacz Wyższej Szkoły Partyjnej przy KC WKP(b), od 1941 pracował w KC WKP(b), od 1948 kandydat nauk ekonomicznych. Od 1951 do 3 lipca 1952 zastępca kierownika Wydziału Nauki i Wyższych Instytucji Edukacyjnych KC WKP(b), 1955-1957 zastępca przewodniczącego Państwowej Komisji Planowania Rady Ministrów ZSRR, 1957-1958 zastępca przewodniczącego Państwowego Komitetu ds. Kontaktów Kulturalnych z Zagranicą przy Radzie Ministrów ZSRR. Od 13 czerwca 1958 do 5 sierpnia 1960 zastępca przewodniczącego Rady Ministrów RFSRR, do 18 stycznia 1961 członek Biura KC KPZR ds. RFSRR, od 16 kwietnia 1959 do 5 sierpnia 1960 minister spraw zagranicznych RFSRR, od 2 sierpnia do 18 września 1960 ambasador nadzwyczajny i pełnomocny ZSRR w Kongo-Léopoldville (obecnie Demokratyczna Republika Konga). Od 15 października 1961 do 7 sierpnia 1965 ambasador nadzwyczajny i pełnomocny ZSRR w Iraku, od sierpnia 1965 do września 1968 rektor Wyższej Szkoły Dyplomatycznej MSZ ZSRR (od 1967 profesor), od 23 maja 1971 do 4 września 1982 ambasador nadzwyczajny i pełnomocny ZSRR w Szwecji, później wykładowca Akademii Dyplomatycznej MSZ ZSRR.